# ニコライ・クレスチンスキー

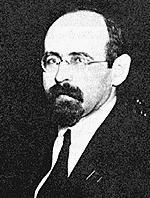
ニコライ・クレスチンスキー

ニコライ・ニコライェヴィチ・クレスチンスキー（Никола́й Никола́евич Крести́нский, 1883年10月13日 - 1938年3月15日）は、ロシアの革命家、ソ連の政治家。ヴャチェスラフ・モロトフによると、クレスチンスキー家は、ユダヤ教から正教会へ改宗した一族である。

## 生涯

### 頂点への昇進
クレスチンスキーは1903年、ロシア社会民主労働党に入党し、ボリシェヴィキ派に属した。帝政ロシアを打倒した二月革命の後、彼は有能な組織者であることを証明し、1917年8月3日ボリシェヴィキ党中央委員会委員に選出された。1919年1月16日彼は最初のソビエト組織局員となり、1919年3月25日に最初の政治局員となった。また1919年11月29日には中央委員会書記局書記も兼ね、党の筆頭書記として、その後1年半を務めた。

### 権力の失墜
ロシア内戦におけるボリシェヴィキの勝利の後、1920年末から21年初めまでクレスチンスキーは、国の進むべき方向について益々激しくなる論争において、レフ・トロツキー派を支持した。1921年3月、第10回党大会においてウラジーミル・レーニンが勝利した後、クレスチンスキーは政治局、組織局、書記局のポストを失い、駐ドイツ大使となった。このポストは、この当時ドイツとの関係がソビエト・ロシアにとり決定的かつ微妙なものであったために、重要かつ機密にかかわるものではあったが、彼の以前のポストほどではなかった。
クレスチンスキーは1923年から27年初めまで、トロツキー及び左翼反対派を支持していたが、1927年末にトロツキーから離れた。彼は1928年4月には完全に、反対派と袂を分かった。

### 見せしめ裁判
クレスチンスキーは大粛清期に逮捕される1937年まで、外交官として働き続けた。彼は（いわゆる「21人裁判」の一部として）裁判にかけられた。モスクワ裁判においては、他のほとんど全ての被告が罪を認める一方で、クレスチンスキーは初め、全てを否定していた。
しかし翌13日には前言を撤回、有罪を認める陳述を行ってしまう。
クレスチンスキーがその考えを覆した理由に、物理的あるいはそれ以外の強制がなかったとは信じ難い。この挿話は、十分に練られた1930年代末の見せしめ裁判（英語でshow trial）の中ではヨシフ・スターリンの失敗例の一つであった。
1938年3月、クレスチンスキーは死刑を言い渡され、執行された。彼はフルシチョフの不完全な非スターリン化時代に一部無罪とされ、ペレストロイカ時代にすべての罪状で無罪とされた。